# Phaeaphodius fusculus
Phaeaphodius fusculus är en skalbaggsart som beskrevs av Edmund Reitter 1892. Phaeaphodius fusculus ingår i släktet Phaeaphodius och familjen Aphodiidae. Inga underarter finns listade i Catalogue of Life.